# Foguete geofísico
Foguete geofísico (em russo: Геофизическая ракета), é a designação usada para foguetes projetados para voos suborbitais que levam sondas não tripuladas com instrumentação para pesquisas nas áreas de: geofísica, física, astrofísica, química e biomédica das camadas superiores da atmosfera e do espaço exterior próximo. Para tanto, os picos de altitude atingidos por esse tipo de foguete estão entre 100 e 1.500 km. Foguetes com picos de altitude menores que 100 km são chamados de foguetes de sondagem.  
Esse tipo de foguete compreende um ou mais estágios e cargas úteis variadas. Os dados podem ser transmitidos por rádio ou armazenados a bordo e recuperados depois do pouso (no caso de recuperação por paraquedas).

## Principais Foguete Geofísicos
- R-1A
- R-1B
- R-1E
- R-1D
- R-2A
- R-11A
- R-5A
- R-5B
- Vertical (foguete)
- MR-12
- MR-20
- MR-30
- Aerobee
- Black Brant

## Imagens
- Foguetes geofísicos soviéticos[ligação inativa]
- Foguete geofísico R-1D
- Foguete geofísico R-2A
- Resgate de carga útil de um foguete geofísico soviético
- Carga útil de um foguete geofísico soviético com visão em corte
- Foguete geofísico R-5M